# Triaenodes serratus
Triaenodes serratus är en nattsländeart som beskrevs av Georg Ulmer 1912. Triaenodes serratus ingår i släktet Triaenodes och familjen långhornssländor. Inga underarter finns listade i Catalogue of Life.